# 箱田真紀
箱田 真紀（はこだ まき、本名同じ）は、日本の漫画家。広島県福山市出身。

## 人物
『月刊Gファンタジー』（エニックス〈現・スクウェア・エニックス〉）で『ファイアーエムブレム 暗黒竜と光の剣』を連載したのち、『月刊ガンガンWING』で『クロスボーン探偵団』や『ワールドエンド・フェアリーテイル』を連載。2001年のいわゆるエニックスお家騒動で『ワールドエンド・フェアリーテイル』の連載は中断し、活動場所も『月刊コミックブレイド』へ移った。しかしその後、『ワールドエンド・フェアリーテイル』の続編や『コミックブレイド』で新しく始まった『R2』の連載は中断した。
『コミックブレイド』2007年5月号にて久々にイラストレーションを披露し、マッグガーデン社との作家契約が続いている事が判明。2008年12月に発刊された『コミックブレイド』増刊『コミックブレイドBROWNIE』創刊号にて『R2』の連載を再開したが、同誌がその後発売されていないため、次回の掲載がいつになるかは現在のところ不明。

## 作品リスト

### 漫画
- ファイアーエムブレム 暗黒竜と光の剣（1994年 - 1999年、Gファンタジーコミックス、全12巻）
- クロスボーン探偵団（1999年、ガンガンWINGコミックス、全1巻）
- ワールドエンド・フェアリーテイル（2000年 - 2003年、ガンガンWINGコミックス、既刊4巻）
- R2 rise R to the second power（2002年 - 2003年、ブレイドコミックス、既刊2巻）
- ワールドエンド・フェアリーテイル・アフター（不明 - 、休載中）
- スーパーマリオ4コママンガ劇場初期にはこだまき名義で4コマを執筆。

### 画集
- R3 R:Cubism 箱田真紀 Illustration Works（マッグガーデン、2004年）

### イラスト
- 夢見が丘（著：横井哲正、2002年、ガンガンWINGノベルス）
- ファイアーエムブレム メモリアルブック アカネイア・クロニクル （著：電撃攻略本編集部、2010年、アスキー・メディアワークス）
- ファイアーエムブレム英雄百歌 - マルスを執筆[1]。

### TCGイラスト
- ファイアーエムブレム0（インテリジェントシステムズ / 任天堂[2][3]）
  - 「暗黒竜と光の剣」 - 「救国の英雄 マルス」「凄腕の剣客 ナバール」のカードを執筆[4][5]。
  - 「暗夜」 - 「カンナ」（男。下級職、上級職）のカードを執筆[6][3]。
  - 「蒼炎の軌跡」 - 「小さき弓使い ヨファ」のカードを執筆[7]。
  - 「透魔」 - 「カンナ」（男）のカードを執筆[3]。
  - 「紋章の謎」- 「ウェンデルの高弟 マリク」「光の英雄王 マルス」のカードを執筆。前述のマルスのカードに箱田自身のサインを執筆[8]。